# Каси-Саид, Мохаммед
Мохаммед Каси-Саид (фр. Mohamed Kaci-Said; род. 2 мая 1958, Алжир) — алжирский футболист, играл на позиции полузащитника.
Каси-Саид родился и играл в Алжире, выступал за местный клуб из столичного пригорода «РК Куба».

## Достижения

### Клубные
- Чемпион Алжира в сезоне 1980/1981 в составе «РК Куба»

### Со сборной Алжира
- Участник чемпионат мира 1986 года в Мексике
- 3-е место на Кубке африканских наций 1984 года в Кот-д’Ивуаре и 1988 года в Марокко